# 榎信晴
榎 信晴（えのき のぶはる、1939年〈昭和14年〉8月16日 - ）は、日本の政治家。元奈良県五條市長 (3期)。旭日中綬章受章。

## 経歴
奈良県出身。1962年〈昭和37年〉大阪商科大学（現・大阪市立大学）卒。奈良県議会議員（自由民主党）を4期務め、1989年〈平成元年〉と1992年〈平成4年〉の参院選に奈良県選挙区から立候補するが落選した。1997年〈平成9年〉の五條市長選挙に立候補し、現職の今田武を破って初当選する。2001年〈平成13年〉に再選。2004年〈平成16年〉に三選した。2007年〈平成19年〉3期目途中で体調不良のため市長を退任した。2010年秋の叙勲で旭日中綬章を受章。